# 624

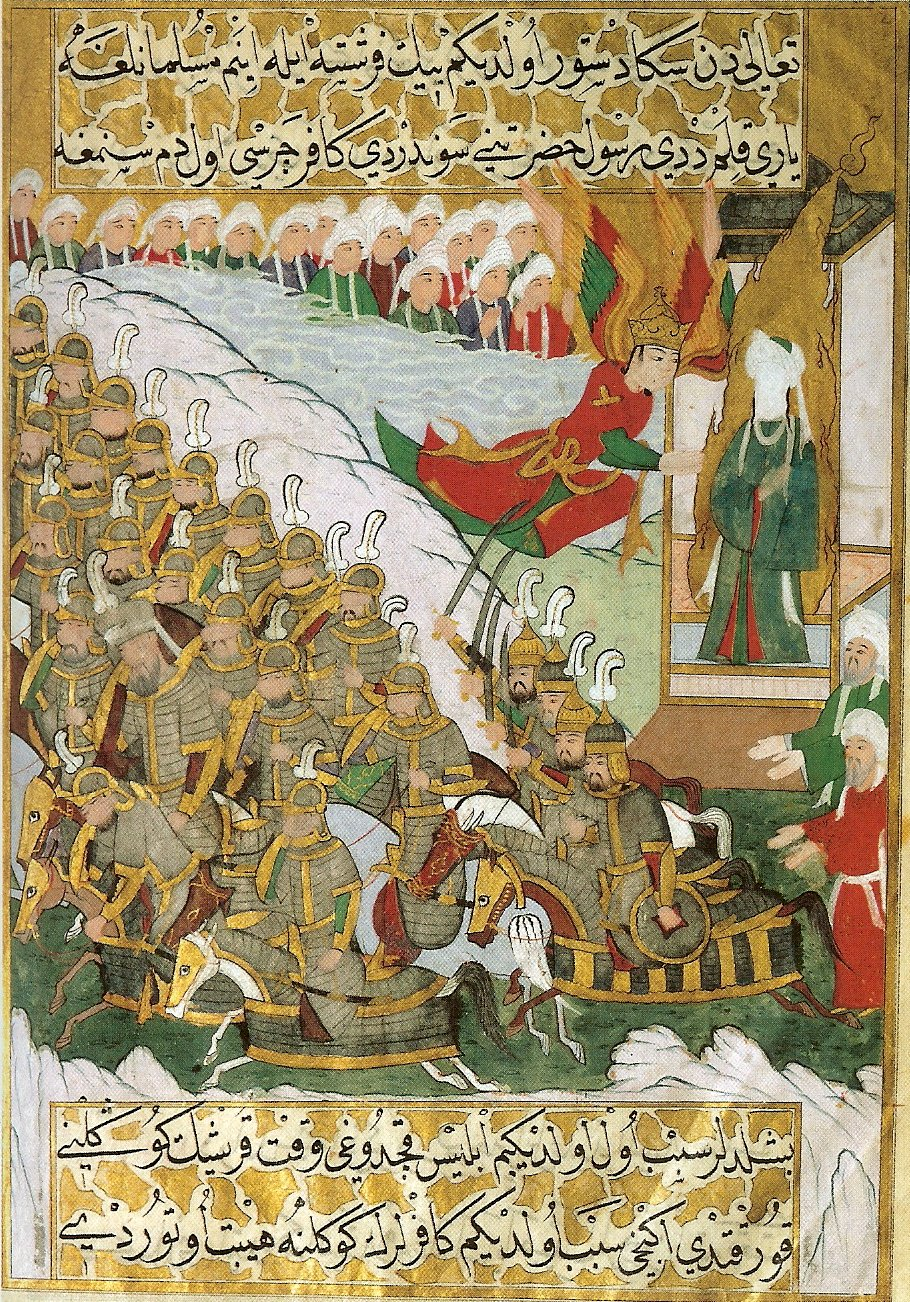
Slag bij Badr: Mohammed verslaat de Qoeraisj

Het jaar 624 is het 24e jaar in de 7e eeuw volgens de christelijke jaartelling.

## Gebeurtenissen

### Byzantijnse Rijk
- Byzantijns-Perzische Oorlog: Keizer Herakleios steekt bij Erzurum (huidige Turkije) met een expeditieleger (40.000 man) de rivier de Araxes over. Hij valt Armenië binnen en verovert een aantal steden die door de Perzen zijn bezet.
- Winter - Koning Khusro II trekt een gedeelte van het Perzische leger terug uit Anatolië en verzamelt een troepenmacht in Kaukasisch Albanië. Herakleios zet onverwachts een tegenoffensief in en verslaat de Perzen bij Tigranakert.

### Europa
- De Visigoten heroveren de Byzantijnse provincie Spania (Andalusië) na een bezetting van ruim 70 jaar. Alleen de eilandengroep de Balearen blijven een deel van het Byzantijnse Rijk.

### Arabië
- 17 maart - Slag bij Badr: Mohammed en 300 van zijn volgelingen overvallen een handelskaravaan van de Qoeraisj in de buurt van Medina. Hij lokt de karavaan in een hinderlaag en verslaat de gewapende escorte (ca. 950 krijgers).

### Azië
- Brahmagupta, Indiase wiskundige, schrijft zijn "Cadamekela". Een 4-delig boekwerk over wiskunde en astronomie.

## Religie
- Sulpicius wordt benoemd tot aartsbisschop van Bourges. Hij sticht in de streek van Berry vele kerken en kloosters.
- De kerk van Hoornaar wordt gesticht. Het gebouw bestaat uit een eenbeukig schip in gotische stijl. (waarschijnlijke datum)

## Overleden
- 24 april - Mellitus, aartsbisschop van Canterbury
- Abu Lahab ibn abd al-Muttalib, oom van Mohammed
- Raedwald, koning (bretwalda) van East Anglia (waarschijnlijke datum)
- Roekajja, (stief)dochter van Mohammed (waarschijnlijke datum)